# 1997 no Brasil
Esta é uma cronologia dos fatos acontecimentos de ano 1997 no Brasil.

## Incumbente
- Presidente do Brasil - Fernando Henrique Cardoso (1995–2003)
- Vice-Presidente do Brasil - Marco Maciel (1995–2003)
- Presidente da Câmara dos Deputados
  - Luiz Eduardo Magalhães (1995–1997)
  - Michel Temer (1997–2001)
- Presidente do Senado Federal
  - José Sarney (1995–1997)
  - Antônio Carlos Magalhães (1997–2001)

## Eventos
- 25 de janeiro: O ator Guilherme de Pádua é condenado a 19 anos de prisão pelo assassinato da atriz Daniella Perez em 1992.[1]
- 28 de janeiro: A emenda da reeleição é aprovada no primeiro turno por 336 votos a favor, 17 contra e 6 abstenções pela Câmara dos Deputados.[2]
- 12 de fevereiro: X-9 Paulistana conquista o título do carnaval de São Paulo pela primeira vez.[3]
- 12 de fevereiro: A Unidos do Viradouro conquista o título do Carnaval do Rio de Janeiro pela primeira vez.[4]
- 7 de março: A candidatura do Rio de Janeiro à cidade-sede dos Jogos Olímpicos de Verão de 2004 é eliminada pelo Comitê Olímpico Internacional.[5]
- 31 de março: Reportagem do Jornal Nacional, da TV Globo, exibe imagens de policiais militares de São Paulo sendo flagrados agredindo moradores da Favela Naval, em Diadema, durante uma blitz que realizavam no local. Mario José Josino morreu com um tiro na nuca.[6]
- 5 de abril: Estreava na TV Globo o programa Planeta Xuxa
- 20 de abril: O índio pataxó Galdino Jesus dos Santos é assassinado por cinco estudantes de Brasília após a comemoração do Dia do Índio.[7]
- 6 de maio: A companhia Vale do Rio Doce é privatizada e vendida ao Consórcio Brasil, liderado pela CSN, por R$ 3,3 bilhões.[8]
- 2 de outubro: O Papa João Paulo II visita o Brasil para participar do II Encontro Mundial com as Famílias, realizado na cidade do Rio de Janeiro.[9]
- 2 de novembro: Ocorre o lançamento mal sucedido do VLS-1 V01.

## Esportes
- 6 de fevereiro: Santos vence o Torneio Rio-São Paulo pela quinta vez ao empatar em 2-2 com o Flamengo no Estádio do Maracanã, se beneficiando da vantagem obtida com a vitória por 2-1 na partida de ida no Estádio do Morumbi.[10]
- 22 de maio: Grêmio conquista a Copa do Brasil pela terceira vez ao superar o Flamengo na final com dois empates, por 0-0 no Estádio Olímpico Monumental e 2-2 no Estádio do Maracanã, se beneficiando da vantagem dos gols como visitante.[11]
- 8 de junho: O tenista Gustavo Kuerten conquista o primeiro título de Roland Garros, vencendo o espanhol Sergi Bruguera por 3 sets a 0 e tornando-se o primeiro brasileiro a conquistar um torneio em simples do Grand Slam, a série das quatro mais importantes competições de tênis do circuito profissional mundial.[12]
- 29 de junho: Brasil conquista o título da Copa América pela quinta vez ao vencer a final contra a Bolívia no Estadio Hernando Siles, em La Paz, pelo placar de 3-1.[13]
- 1 de julho: Flamengo conquista o título da Copa dos Campeões Mundiais ao vencer a final contra o São Paulo pelo placar de 1-0 no Estádio Mané Garrincha, em Brasília.
- 13 de agosto: Cruzeiro conquista a Copa Libertadores da América pela segunda vez ao vencer o Sporting Cristal no Estádio do Mineirão por 1-0.[14]
- 21 de setembro: Brasil conquista o título do Mundial Sub-17 ao vencer a final contra Gana no Estádio Internacional do Cairo, pelo placar de 2-1.[15]
- 2 de dezembro: O alemão Borussia Dortmund conquista o título do Mundial Interclubes pela primeira vez ao vencer o Cruzeiro por 2-0 no Estádio Nacional de Tóquio.[16]
- 21 de dezembro: Brasil conquista o título do Copa das Confederações ao vencer a final contra a Austrália no Estádio Rei Fahd em Riad, Arábia Saudita, pelo placar de 6-0.[17]
- 21 de dezembro: Vasco da Gama conquista o terceiro título do Campeonato Brasileiro de Futebol após dois empates em 0-0 na final com o Palmeiras.[18]

## Nascimentos
- 10 de março: Gabi Nunes, futebolista
- 18 de março: Henrique Honorato, voleibolista
- 23 de março: Thiago Maia, futebolista
- 10 de maio: Richarlison, futebolista
- 28 de julho: Everton Felipe, futebolista
- 9 de agosto: Luisa Stefani, tenista
- 21 de dezembro: Pedro Sampaio, DJ e cantor

## Mortes
- 3 de janeiro: Gregório Warmeling, bispo católico (n. 1918).
- 28 de janeiro: Antônio Callado, escritor e dramaturgo, vítima de câncer (n. 1917).
- 4 de fevereiro: Paulo Francis, jornalista e crítico de teatro, vítima de ataque cardíaco (n. 1930).
- 8 de fevereiro: Vicente Matheus, ex-presidente do Sport Club Corinthians Paulista (n. 1908).
- 17 de fevereiro: Darcy Ribeiro, antropólogo e político, vítima de câncer generalizado (n. 1922).
- 13 de março: Chico Science, cantor e compositor, em um acidente de automóvel (n. 1966).
- 11 de abril: Castor de Andrade, bicheiro e dirigente, vítima de ataque cardíaco (n. 1926).
- 29 de abril: Eduardo Mascarenhas, psicanalista e político, vítima de câncer (n. 1942).
- 2 de maio: Paulo Freire, educador e filósofo, vítima de um ataque cardíaco devido a complicações em uma operação de desobstrução de artérias (n. 1921).
- 9 de agosto: Betinho, sociólogo, de hepatite do tipo C, contraída com a Aids em uma transfusão de sangue (n. 1935).
- 12 de setembro: João Paulo, cantor da dupla sertaneja João Paulo & Daniel, em um acidente de automóvel (n. 1960).
- 2 de outubro: Thales Pan Chacon, ator, vítima do vírus da Aids (n. 1956)
- 18 de novembro: Zózimo Barrozo do Amaral, jornalista, vítima de câncer de pulmão (n. 1941).
- 31 de dezembro: Capiba, músico (n. 1904)